# Groupe d'étude de la propulsion par réaction
Le Groupe d’étude de la propulsion par réaction,, (russe : Группа изучения реактивного движения, Grouppa izoutchenia reaktivnogo dvijenia), abrégé GIRD (russe : ГИРД), est formé à Moscou (MosGIRD) en janvier 1931 et en novembre de la même année à Leningrad (LenGIRD)  sous l'égide de la principale association paramilitaire soviétique baptisée "Société pour la Promotion de la Défense et du Progrès Aérochimique" (OSOAIAKHIM). Des sections du GIRD s'ouvriront ensuite à Tbilissi, Kharkov, Arkhangelsk, Novotcherkassk et Briansk. Le GIRD moscovite dirigé par Friedrich Tsander rassemble des passionnés d'astronautique. C'est le premier institut de recherche soviétique à effectuer un travail de pionnier sur les fusées. Sergueï Korolev, futur fondateur des principaux programmes spatiaux soviétiques, y travaille sur un missile de croisière avant d'en prendre la direction. En 1933, à l'initiative des militaires, le GIRD fusionne avec le GDL, institut de recherches militaire spécialisé dans la propulsion des fusées et qui a mis au point les roquettes, pour former  l'RNII.

## Friedrich Tsander
Le premier directeur du GIRD est Friedrich Tsander, scientifique et inventeur. Tsander s'intéresse plus particulièrement aux vols interplanétaires, aux déplacements des vaisseaux spatiaux dans le champ gravitationnel des planètes et au calcul des trajectoires et des durées des vols. Il étudie également les aspects théoriques et les différentes déclinaisons possibles des moteurs-fusées pouvant fonctionner sans avoir recours à l'oxygène atmosphérique. En 1932, Sergueï Korolev, le futur père de l'astronautique soviétique, le remplace. Tsander malade est placé en sanatorium et mourra en mars 1933. Outre Korolev, plusieurs autres personnalités talentueuses sont réunies au sein du GIRD dont Mikhaïl Tikhonravov. Le GIRD moscovite compte 60 personnes.

## Projets du GIRD moscovite
Le GIRD était organisé en quatre brigades travaillant sur dix projets.
- Friedrich Tsander avait travaillé sur un moteur-fusée expérimental OR-1 avant de diriger le GIRD. Les développements sur ce moteur, qui fonctionne avec de l'air comprimé et de l'essence, constitue le projet 01 du GIRD. La chambre de combustion est refroidie par de l'air ainsi que par de l'eau circulant dans des tubulures. Tsander, qui dirige la première brigade, essaie d'améliorer le rendement du moteur en ajoutant du métal en poudre.
- Le projet 02 porte sur le moteur OR-2 développé pour le missile de croisière RP-1 de Sergueï Korolev. Il brûle de l'oxygène et du kérosène. Sa tuyère est réalisée en graphite pour résister à la chaleur. Le moteur est modifié par la suite pour brûler de l'alcool qui produit moins de chaleur et sa poussée est augmentée. Après avoir refroidi les parois du moteur, l'oxygène comprimé est injecté au sommet de la chambre de combustion de manière à former des tourbillons. Le kérosène est pulvérisé au centre de la chambre de manière à obtenir un mélange homogène favorisant la combustion.
- En janvier 1933, Tsander commence le développement du missile GIRD-X qui est initialement propulsé avec un propergol métallique  remplacé après différents essais par le moteur du projet 10 dont le premier tir sur banc d'essais a lieu en mars 1933. Ce moteur brûle de l'oxygène liquide et du kérosène : c'est un des premiers moteurs-fusées refroidis par de l'oxygène liquide circulant dans une double paroi entourant la chambre de combustion avant de pénétrer dans celle-ci. Dans sa configuration finale, le missile mesure 2,2 mètres de long avec un diamètre de 140 mm avec une masse de 30 kg et une charge utile de 2 kg.
- La première fusée soviétique est la GIRD-9 lancée le 17 août 1933 et qui atteint l'altitude de 400 mètres.
- Mikhaïl Tikhonravov, qui sera par la suite le chef de projet de Spoutnik 1 et du programme Luna, est responsable au sein du GIRD du projet 05 : l'objectif de ce projet est de développer une fusée utilisant le moteur ORM-50 développé par Valentin Glouchko du GDL. Le moteur brûle un mélange d'acide nitrique et de kérosène et dont la tuyère est refroidie par l'acide nitrique. La fusée ne sera jamais achevée.

## Fusion avec le GDL
En 1932, le GIRD moscovite a des contacts informels avec le GDL : ce laboratoire de recherche militaire installé à Leningrad rassemble 200 chercheurs travaillant dans le domaine de la propulsion à ergols liquides et la propulsion à propergol solide. C'est là que les premières roquettes y ont notamment été mises au point. Certains militaires soviétiques et en particulier le maréchal Mikhaïl Toukhatchevski  ont pris conscience du potentiel des fusées. Toukhatchevski œuvre pour rapprocher le GDL et la section moscovite du  GIRD . En septembre 1933, les deux structures sont fusionnées au sein de l'Institut de recherche scientifique sur les moteurs à réaction ou RNII (Реактивный научно-исследовательский институт, РНИИ ; Reaktivny naoutchno-issledovatelski institout, RNII). Le nouvel ensemble est dirigé par l'ancien responsable du GDL Ivan Kleïmenov, avec comme adjoint Korolev.

### Sources et bibliographie
- (en) Boris Chertok, Rockets and People volume 1, NASA History series, 2005
- (en) Asif A. Siddiqi, Spoutnik and the soviet space challenge, University Press of Florida, 2003, 527 p. (ISBN 978-0-8130-2627-5)
- Pierre Baland, De Spoutnik à la Lune : l'histoire secrète du programme spatial soviétique, Edition Jacqueline Chambon- Actes Sud, 2007 (ISBN 978-2-7427-6942-1)
- (en) Brian Harvey, Russian planetary exploration: history, development, legacy and prospects, Springer Praxis, 2007 (ISBN 978-0-387-46343-8)